# PRIDE GRANDPRIX 2004 開幕戦
PRIDE GRANDPRIX 2004 開幕戦（プライドグランプリにせんよん かいまくせん）は、日本の総合格闘技イベント「PRIDE」の大会の一つ。2004年（平成16年）4月25日、埼玉県さいたま市のさいたまスーパーアリーナで開催された。海外PPVでの大会名は、「PRIDE Total Elimination 2004」。
大会キャッチコピーは「王者よ、美しく咲き誇れ。」。

## 大会概要
大会ではヘビー級グランプリ1回戦の全8試合が行われ、ヒース・ヒーリング、セルゲイ・ハリトーノフ、ジャイアント・シルバ、セーム・シュルト、小川直也、ケビン・ランデルマン、アントニオ・ホドリゴ・ノゲイラ、エメリヤーエンコ・ヒョードルの8名が2回戦へ進出した。
PRIDE.11以来約3年半振りのPRIDE参戦となった小川直也は「ハッスルを広める」という大義名分を抱えて参戦。PRIDE初参戦のK-1選手ステファン・レコに肩固めで一本勝ちし、試合後のマイクパフォーマンスで5月8日の「ハッスル3」の宣伝を行うとともに、会場を巻き込んでのハッスルポーズを披露した。
ミルコ・クロコップはケビン・ランデルマンに左フックからのパウンドで失神KO負けを喫した。セミファイナルでは元ヘビー級王者アントニオ・ホドリゴ・ノゲイラが横井宏考相手にスピニングチョークを初披露。メインイベントではヘビー級王者エメリヤーエンコ・ヒョードルがPRIDE GRANDPRIX 2000王者マーク・コールマン相手に一本勝ちを収めた。
第6試合終了後のインターバルではK-1選手のマーク・ハントがリングに上がり、PRIDE参戦を発表した。

## 試合結果
第1試合 PRIDE GRANDPRIX 2004 1回戦 1R10分、2・3R5分
○  ヒース・ヒーリング vs.  高橋義生 ×
1R 4:53 KO（パウンド）
※ヒーリングが2回戦進出
第2試合 PRIDE GRANDPRIX 2004 1回戦 1R10分、2・3R5分
○  セルゲイ・ハリトーノフ vs.  ムリーロ・ニンジャ ×
1R 4:14 KO（スタンドパンチ連打）
※ハリトーノフが2回戦進出
第3試合 PRIDE GRANDPRIX 2004 1回戦 1R10分、2・3R5分
○  ジャイアント・シルバ vs.  戦闘竜 ×
1R 4:04 チキンウィングアームロック
※シルバが2回戦進出
第4試合 PRIDE GRANDPRIX 2004 1回戦 1R10分、2・3R5分
○  セーム・シュルト vs.  ガン・マッギー ×
1R 5:02 腕ひしぎ十字固め
※シュルトが2回戦進出
第5試合 PRIDE GRANDPRIX 2004 1回戦 1R10分、2・3R5分
○  小川直也 vs.  ステファン・レコ ×
1R 1:34 肩固め
※小川が2回戦進出
第6試合 PRIDE GRANDPRIX 2004 1回戦 1R10分、2・3R5分
○  ケビン・ランデルマン vs.  ミルコ・クロコップ ×
1R 1:57 KO（左フック→パウンド）
※ランデルマンが2回戦進出
第7試合 PRIDE GRANDPRIX 2004 1回戦 1R10分、2・3R5分
○  アントニオ・ホドリゴ・ノゲイラ vs.  横井宏考 ×
2R 1:25 スピニングチョーク
※ノゲイラが2回戦進出
第8試合  PRIDE GRANDPRIX 2004 1回戦 1R10分、2・3R5分
○  エメリヤーエンコ・ヒョードル vs.  マーク・コールマン ×
1R 2:11 腕ひしぎ十字固め
※ヒョードルが2回戦進出